# Mariluce Bittar
Mariluce Bittar (Franca, 7 de fevereiro de 1960 – Campo Grande, 18 de fevereiro de 2014) foi professora, pesquisadora e assistente social. Foi fundadora do Partido dos Trabalhadores no estado de Mato Grosso do Sul.

## Biografia
Neta de imigrantes sírios que, no começo da década de 1920, formaram uma grande família árabe e cristã na cidade de Franca, Mariluce era ilha de Mamédio Bittar e Manife Miguel Bittar. Teve cinco irmãos: Marisa Bittar, Mauro Miguel Bittar, Marilena Bittar, Márcio Miguel Bittar (atualmente Senador da República) e Maura Bittar.
Após passar a primeira infância em fazendas no interior de São Paulo, especificamente no munícipio de Ribeirão Corrente, Mariluce mudou-se com a família para Mato Grosso em 1970. Em Cuiabá, seus pais a matricularam na Escola Estadual Nilo Póvoas. Desse estado, mudaram-se para o Acre, onde, na cidade de Rio Branco (1973) continuou os seus estudos. Por decisão paterna, em 1974, visando a escolaridade dos filhos, a família mudou-se para Campo Grande. Em Campo Grande, desde 1976, Mariluce, com seus irmãos Mauro e Marilena, participou do grupo de jovens católicos NOVATO - Nós Vamos Amar a Todos -, mantido pela Congregação Salesiana, fortalecendo os seus valores de igualdade e justiça social.
A partir de 1976, sua família se engajou na oposição à ditadura militar. Enquanto Marisa e Márcio aderiram ao então clandestino PCB, Mariluce, Mauro e Marilena aderiram ao PT. Sua casa, na Rua Padre João Crippa, tornou-se centro memorável de reuniões clandestinas, unindo diferentes correntes políticas contra o regime da época, dos liberais do MDB aos comunistas do PCB.
Inconformada com as desigualdades sociais e constatando que o Grupo NOVATO estava aquém de seus anseios, Mariluce, a partir de então, abraçou a política. Em 1979, esperançosa em uma profissão que poderia contribuir para um Brasil melhor, ingressou no Curso de Serviço Social na FUCMT (Faculdades Unidas Católicas de Mato Grosso). Nessa Instituição, participou ativamente do movimento estudantil passando a se destacar como uma militante política influente na área social de Mato Grosso do Sul.
Mariluce Bittar faleceu em Campo Grande em 18 de fevereiro de 2014, vítima de câncer, deixando dois filhos: Carime Bittar Falcão, psicóloga, e André Bittar Falcão, fotógrafo.

## Atuação política
Como estudante universitária (1979 a 1981), Mariluce Bittar se destacou ao ser eleita Presidente do Diretório Acadêmico Padre José Scampinni (DAJS), após uma campanha bem-sucedida que ela planejou e liderou com seu próprio esforço. Adotando a personagem Mafalda como símbolo, ela demonstrou irreverência, humor e crítica social. Participou ativamente na criação do Cine Clube e do Trote Cultural das Faculdades Unidas Católicas de Mato Grosso (FUCMT) que se tornaram um marco na história política de Campo Grande. O Trote Cultural, em contraposição aos trotes violentos, deu visibilidade para a cidade ao receber artistas conhecidos nacionalmente como Sivuca, Plínio Marcos, Gilberto Gil, Ivan Lins, Elba Ramalho e, ao mesmo tempo, ao valorizar os músicos locais, especialmente os sul-mato-grossenses, que encantaram o Brasil com a música de fronteira entre Mato Grosso do Sul e o Paraguai. Apaixonada por essa cultura, Mariluce considerava Almir Sáter seu violeiro favorito e sempre dizia que a canção "Trem do Pantanal", em coautoria com Paulo Simões, deveria ser o hino de Mato Grosso do Sul.

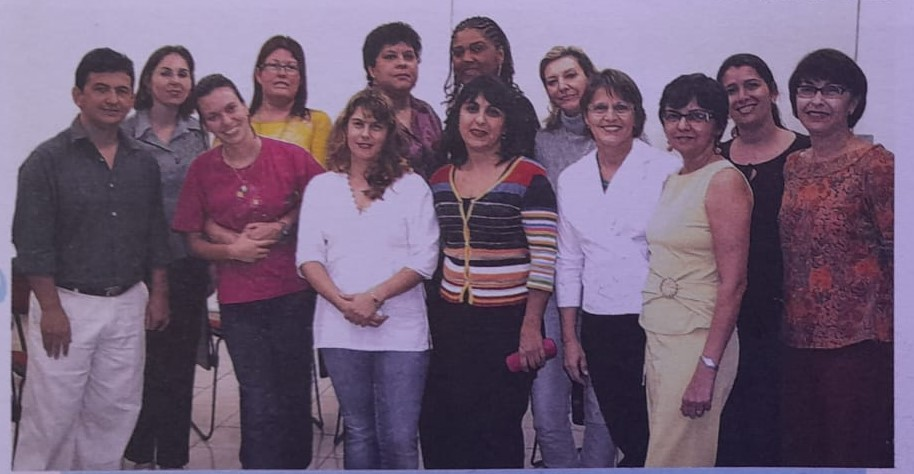
Mariluce Bittar apresentando a política de cotas na UCDB, em 2007.

Mariluce Bittar foi uma figura proeminente na luta contra a ditadura militar no Brasil, participando do Movimento de Anistia aos Presos Políticos e, depois,  das Diretas-Já (1984). Como estudante universitária, participou da  refundação da União Nacional dos Estudantes (UNE), em 1979, na cidade de Salvador. Em 1980, em sequência a um trabalho de mobilização popular no estado de Mato Grosso do Sul, foi uma das fundadoras do Partido dos Trabalhadores (PT). Sua dedicação aos direitos humanos, à educação e à assistência social a tornou pioneira na introdução de cotas na educação de Mato Grosso do Sul. 
Mariluce também atuou na comunidade afro-brasileira "Tia Eva", em Campo Grande, trabalho reconhecido em 2008 quando foi premiada no "Mês da Abolição e Dia da África". Atuando com o então ex-Secretário de Educação de Mato Grosso do Sul e juiz Dr. Aleixo Paraguassú Netto, com quem mantinha também a afinidade de serem apaixonados torcedores do Corínthians, o trabalho em prol dessa comunidade ganhou mais visibilidade. Em 2000, a sua ligação com essa causa a levou ao Memorial Martin Luther King, em Atlanta (EUA). Lá, em companhia da irmã Marisa Bittar e do cunhado Amarílio Ferreira Jr., também militantes políticos, ela visitou, emocionada, o Memorial em homenagem ao grande líder dos direitos civis norte-americanos.
Mariluce Bittar recebeu, em vida, amplo reconhecimento nas duas áreas às quais devotou a sua vida, isto é, Assistência Social e Educação. Foi uma professora extremamente dedicada, bem como orientadora de pesquisa reverenciada por seus alunos. Em 2014, ano de seu falecimento, a Universidade Católica Dom Bosco concedeu-lhe o título de Doutora Honoris Causa em Direitos Humanos. O governo de Mato Grosso do Sul também destacou a sua importância, criando a Escola do Sistema Único de Assistência Social – (SUAS/MS) Mariluce Bittar; e  instituindo o "Prêmio Mariluce Bittar de Boas Práticas em Assistência Social" que ocorre anualmente. Por sua vez, a Câmara Municipal de Campo Grande criou a "Medalha Legislativa Mariluce Bittar". Em 2019, a Secretaria de Educação de Mato Grosso do Sul estabeleceu o "Centro de Formação e Pesquisa Mariluce Bittar" em sua homenagem. Em 2023, por ocasião da comemoração dos 75 anos da Declaração Universal dos Direitos Humanos, o Deputado Estadual Pedro Kemp (PT-MS), promoveu, em Campo Grande, um plantio de árvores, uma delas dedicada à memória de Mariluce Bittar com os dizeres: "Lutou pelas políticas educacionais e por ações afirmativas para facilitar  o acesso de negros e negras e outras minorias ao ensino superior. Formada em Serviço Social, natural de Franca (SP), era professora da UCDB e foi fundadora  do PT em MS. Uma das maiores referências da intelectualidade sul-mato-grossense. Morreu vítima de um câncer no cérebro". 

## Atuação Acadêmica
Mariluce Bittar, formada em Serviço Social pelas Faculdades Unidas Católicas de Mato Grosso - FUCMT- em 1981, complementou seus estudos graduados com Filosofia, curso concluído em 2013. Sua primeira pesquisa, realizada ainda como estudante, abordou a vida na Favela Nhá-Nhá, ganhando reconhecimento e repercussão na área social de Mato Grosso do Sul. Mestre em Serviço Social pela PUC-SP em 1987, tornou-se especialista no papel das primeiras-damas nos governos estaduais. Seu doutorado em Educação, na Universidade Federal de São Carlos - UFSCar, em 1999 e pós-doutorado na Universidade de Santa Catarina - UFSC em 2009 lhe permitiram aprofundar seus estudos sobre a presença salesiana na educação de Mato Grosso e o papel da UCDB como instituição salesiana no ensino superior sul-mato-grossense desde a época em que só existia um Mato Grosso. Defensora da educação inclusiva, foi uma professora apaixonada pela profissão, dedicando-se à docência na UCDB de 1987 a 2014. Costumava dizer que "na sala de aula é onde mais me realizo" e deixou essa inspiração registrada no marcador de livros que criou para comemorar os seus 25 anos de docência na instituição sucedânea da FUCMT, a mesma onde Mariluce, quando estudante, havia presidido o Diretório Acadêmico DAJS somando-se ao movimento estudantil deflagrado no Diretório Acadêmico Padre Félix Zavattaro (DAFEZ), presidido por Amarílio Ferreira Jr., como também aos Diretórios Acadêmicos da Universidade Federal de Mato Grosso do Sul (UFMS), contrários à ditadura. 
Mariluce Bittar, especialista em políticas do ensino superior, teve significativa contribuição para a transformação da FUCMT em UCDB, desempenhando, como membro da Comissão que criou a UCDB, importante trabalho como especialista em educação superior. Ao longo de sua carreira, foi reconhecida por sua atuação nos Cursos de Graduação e como Coordenadora do Programa de Pós-Graduação em Educação, onde alcançou feitos notáveis, como, em 2007 ter elevado a nota desse Programa na Avaliação da CAPES de 4 para 5. Essa conquista foi impressionante porque, na época, era incomum um Programa de Pós-Graduação de instituições privadas alcançarem tal nota. Amada e admirada por seus alunos, Mariluce orientou dezenas de pesquisas em Iniciação Científica, em Mestrado e em Cursos de Especialização. No Doutorado, não lhe foi possível orientar além de uma pesquisa pois a doença a vitimou no auge de sua maturidade intelectual. Com alunos e ex-alunas, Mariluce criou e coordenou o Grupo de Estudos e Pesquisas sobre Ensino Superior (GEPES) o qual, após o seu falecimento, acrescentou "Mariluce Bittar" ao seu nome. 
Além disso, ela exerceu importante papel nacional, sendo Vice-presidente da ANPEd e, por sua capacidade organizativa, coordenadora de diversos grupos de trabalho e pesquisas sobre políticas de educação superior. Sua competência, liderança e disposição para o trabalho foram as razões de ela ter firmado o seu nome no cenário  nacional da pesquisa e da educação superior, campo com predominância científica de instituições públicas, fator que engrandeceu a sua inserção. Prova de sua expressão como pesquisadora foi ela ter se tornado, em 2009, Bolsista de Produtividade em Pesquisa do CNPq, posição mais alta e prestigiosa que um pesquisador pode alcançar no Brasil. Aliada ao seu mérito pessoal de pesquisadora, Mariluce Bittar exerceu trabalho de alta responsabilidade como avaliadora do INEP em Cursos de Graduação em todo o País.
Mariluce Bittar dedicou-se, nos últimos anos de vida, à pesquisa sobre políticas educacionais, especialmente sobre educação superior, abordando temas como expansão, privatização, acesso, democratização e ações afirmativas. Sua produção científica inclui livros, capítulos e inúmeros artigos sobre educação e direitos sociais. Mariluce, porém, não se restringia à escrita acadêmica, uma vez que era uma perfeita escriba. Tinha o hábito de registrar suas vivências em diários de viagem e reuniões de trabalho. Anotava as suas aulas, as suas orientações a alunos, redigia atas, memoriais e homenagens a amigos. Não é por outra razão que tinha uma bela coleção de lápis. Mariluce Bittar redigiu a Ata de Fundação do Partido dos Trabalhadores, em Mato Grosso do Sul, legando para as gerações futuras a sua assinatura, isto é, de uma mulher que, desde a adolescência, dedicou a sua vida às causas sociais. Como ensinou a filosofia estóica, de Mariluce Bittar é legítimo afirmar que "você deve viver para o outro se quiser viver para si mesmo", pois ela se distinguiu sempre e, plenamente, por sua capacidade de doação pessoal à família, aos amigos, à humanidade. Mariluce deixou cadernos escritos à mão revelando a sua personalidade crítica; seu desacordo com o produtivismo acadêmico e sua forte conexão com a sociedade, elo que ela jamais perdeu.